# 鍬原拓也
鍬原 拓也（くわはら たくや、1996年3月26日 - ）は、岡山県玉野市生まれ、奈良県御所市出身の元プロ野球選手（投手）。右投右打。

## 経歴

### プロ入り前

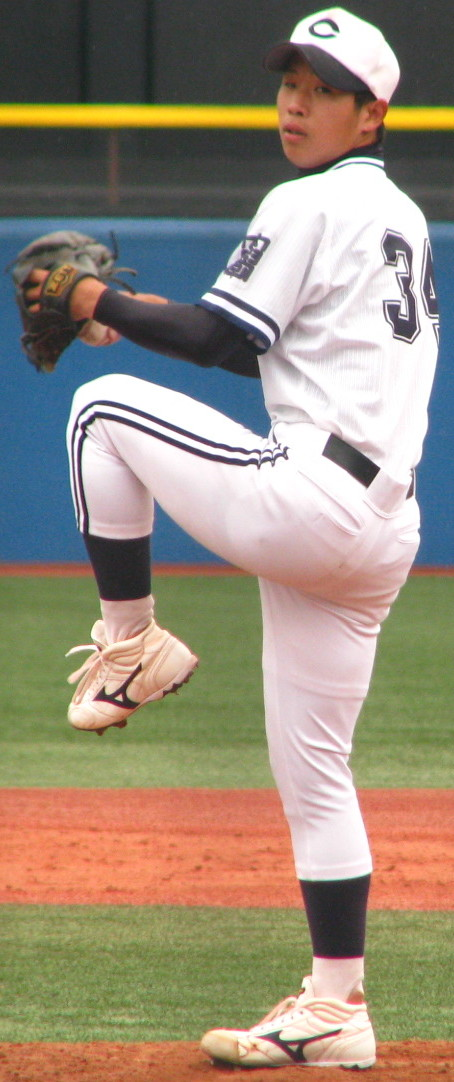
中大時代（2014年4月29日）

2人兄妹の長男で、岡山県玉野市で出生してから3歳までは、父方の苗字を名乗っていた。両親の離婚を機に、母方の苗字である「鍬原」姓へ変更し、母の実家がある奈良県御所市へ母・妹と共に転居。築50年・家賃月額4,000円ほどの市営住宅で育った。
小学校3年時から野球を始めると、中学生時代は「橿原磯城リトルシニア」に所属。2010年の全日本中学野球選手権大会 ジャイアンツカップでは、1学年後輩の岡本和真らと共に、3位となった。
両親の離婚後から母子家庭で育っていたため、中学校からの卒業後は、シニア関係者の勧めで福井県の北陸高等学校に進学。特待生として硬式野球部の寮で生活し、1年時の夏からベンチ入りを果たすと、同年の秋季福井県大会でチームの準優勝に貢献した。3年夏の選手権福井大会初戦で15三振を奪ったほか、打者としても対外試合で通算22本塁打を打ったが、在学中には甲子園球場の全国大会とは無縁であった。
大学進学費用がネックとなり野球を辞めようと考えていたが、硬式野球部監督の谷津田伸二からの仲介で、谷津田の母校である中央大学へ特待生として入学。東都大学野球のリーグ戦では、1年時の春から3年時の春までクローザーを任された後に、3年時の秋から先発へ転向した。リーグ戦には、通算で44試合に登板。11勝13敗、防御率3.38、通算投球イニング165回で157三振を奪ったことから、「東都のドクターK」と称された。
2017年のNPBドラフト会議で、読売ジャイアンツ（巨人）から1巡目で指名。清宮幸太郎と村上宗隆への指名重複による抽選で独占交渉権を逃した末の再々指名であったが、契約金1億円に出来高分5000万円、年俸1500万円（金額は推定）という条件で、岡本と再びチームメイトになった。入団当初の背番号は29。なお、指名の直前から『ドラフト緊急生特番!お母さんありがとう』（TBSテレビ）スタッフの密着取材を受けていたため、会議当日の生放送には母子揃って出演。巨人と仮契約を結んだ直後には、女手一つで育てた母への恩返しとして、「契約金でマンションの一室を買ってあげたい」という希望を明かした。担当スカウトは柏田貴史。

### 巨人時代

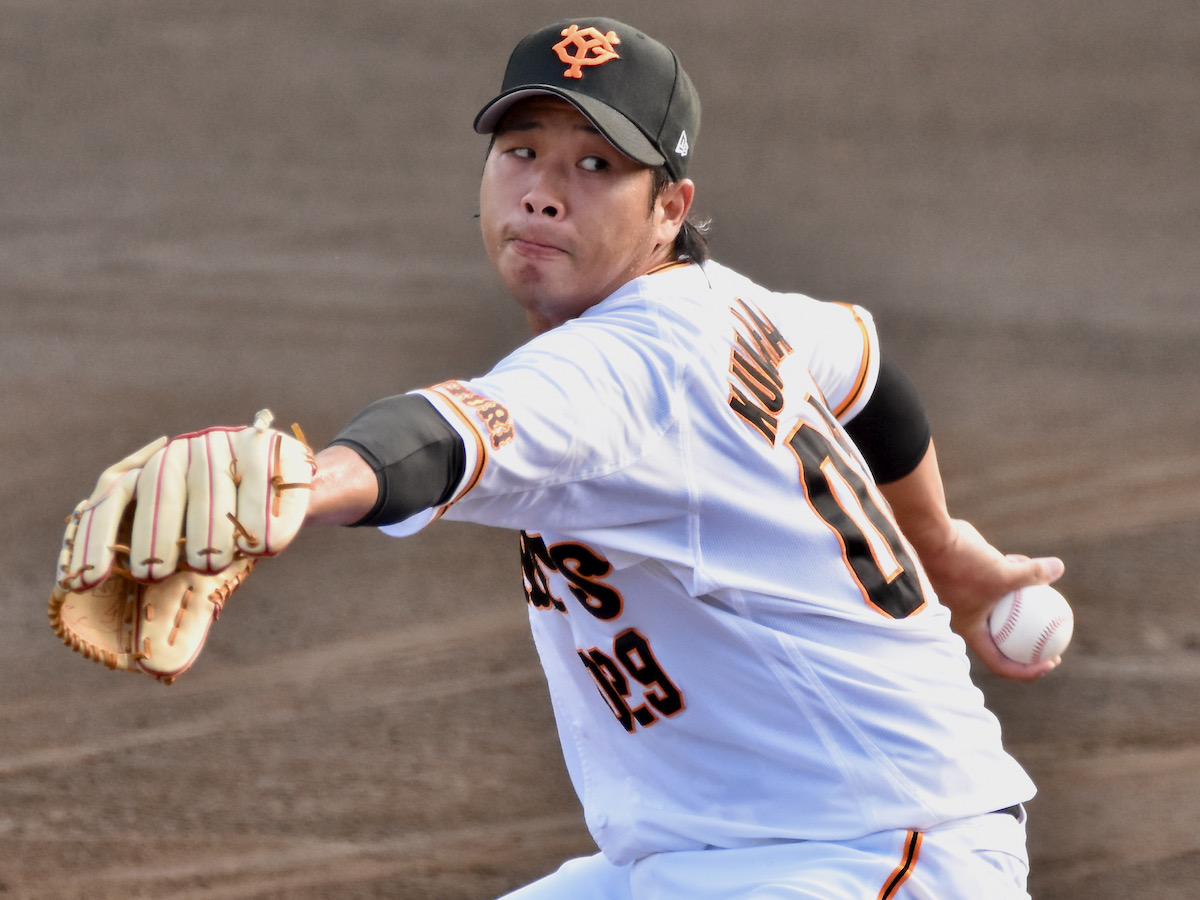
読売ジャイアンツ育成選手時代
（2021年7月31日 読売ジャイアンツ球場）

2018年には、右肘のコンディションが芳しくなかったことから、春季キャンプを三軍で過ごした。5月31日の対北海道日本ハムファイターズ戦（東京ドーム）で、同期入団の大城卓三とバッテリーを組み、先発投手として一軍公式戦へデビュー。スタンドから母に見守られながらの先発登板で、巨人の新人選手同士がバッテリーで一軍の公式戦に先発した事例は、1998年10月2日の対広島東洋カープ戦（広島市民球場）での平松一宏 - 小田幸平以来20年ぶりであった。この試合では4者連続を含む7三振を奪いながら黒星を喫したが、3度目の先発登板であった6月14日の対福岡ソフトバンクホークス戦（福岡ヤフオク!ドーム）で初白星を挙げた。7月上旬までは一軍の先発陣に加わっていたが、同月中旬に出場選手登録を抹消。抹消後の8月後半に左脇腹を痛めてからは、三軍で患部のリハビリに専念した。一軍公式戦では、通算で6試合に登板。5試合で先発を任されたものの、前述した1勝のみでシーズンを終えた。レギュラーシーズンにおけるチームの総セーブ数がNPB12球団で最少の25にとどまったことから、シーズン終了後の対外試合ではクローザーへの起用が試みられた。11月27日に、150万円増の推定年俸1650万円で契約を更改した。
2019年には、春季キャンプからオープン戦の途中まで一軍に帯同。一時はクローザー候補に挙げられていたが、前年と同じく、レギュラーシーズンの一軍公式戦初登板は5月下旬にまで持ち越された。一軍公式戦には、オール救援で15試合に登板すると、白星は付かなかったものの2ホールドを記録した。9月28日の対東京ヤクルトスワローズ戦（明治神宮野球場）には、9回表一死二塁で、大学の先輩に当たり、同年で現役を引退する阿部慎之助が、レギュラーシーズン公式戦最後の打席に、申告敬遠に伴って出塁すると代走に起用された（後続の打者が凡退したため無得点）。シーズン終了後の12月5日に、推定年俸1650万円（現状維持）という条件で契約を更改。背番号を46へ変更することも発表された。
2020年には、春季キャンプのスタートを一軍で迎えながら、キャンプ中に二軍へ降格。オープン戦から一軍へ復帰すると、レギュラーシーズンの開幕直前まで、先発候補として一軍に帯同した。開幕からの一軍先発ローテーション入りは成らなかったものの、開幕直後の6月25日にシーズン初の出場選手登録を果たすと、7月4日の対中日ドラゴンズ戦（東京ドーム）に救援で登板。先発の田口麗斗が3回表に急遽降板したことに伴う救援で、2回0/3を投げて3与四死球3失点と苦しみながらも、一軍公式戦としては2年ぶりの勝利を挙げた。以降も救援で1試合に登板したが、7月17日に出場選手登録を抹消。抹消中の8月12日に日本ハムとのイースタン・リーグ公式戦へ登板したところ、右肘の違和感から途中降板し、後の診察で右肘頭の骨折が判明。同月に手術を受けた。11月3日、育成選手としての再契約を前提として自由契約とすることが通知され、育成選手として再契約した。推定年俸は330万円減の1320万円となり、背番号は029に変更された。
2021年、イースタン・リーグで14試合に登板し、防御率3.64を記録。8月30日に支配下登録に復帰することが発表され、背番号は46に戻ることになった。しかし、一軍登板の機会は無く、11月15日、育成契約への移行を前提として自由契約とすることを通告された。12月9日、260万円減となる推定年俸1060万円で育成選手として再契約した。背番号は029に変更された。
2022年、春季キャンプは二軍スタートも2月中旬に一軍昇格。紅白戦や二軍戦を含め7試合連続無失点と結果を残し、3月11日に再び支配下選手登録された。背番号も再び46となる。開幕から9試合連続無失点を記録するなど好調なスタートだったが、5月以降は大量失点してしまう試合も度々あり防御率は悪かったが、新人クローザーの大勢に繋ぐセットアッパーも務め、自己最多の49試合に登板し3勝2敗13ホールド防御率5.16を記録した。契約更改では1840万円アップとなる年俸2900万円でサインした（金額は推定）。
2023年は一軍登板は5試合のみで防御率9.00に終わり、オフの10月27日に戦力外通告を受けた。11月15日に開催の12球団合同トライアウトでは参加リストに鍬原の名前が記載されていたものの、直前になって参加を辞退した。

### ソフトバンク時代
2023年11月28日に、福岡ソフトバンクホークスが育成選手として獲得することを発表した。背番号は174となる。
2024年はウエスタン・リーグ公式戦での35登板で5勝2敗2セーブ、防御率2.55という成績を残したが支配下復帰はならず、10月28日に戦力外通告を受けた。12月5日に同年限りでの現役引退を表明。

### 現役引退後
引退後は、ソフトバンクの一軍広報に転身。

## 選手としての特徴
小学4年時から中学3年時の春までサイドスローだったが、中学3年時の夏から、巨人2年目の2019年までスリークォーターで投げていた。もっとも、巨人への入団後2年間で一軍公式戦での白星が1勝にとどまったため、2019年の秋季キャンプからはサイドスローへ戻している。それでも制球が安定しなかったため、2020年からは、スリークォーターとサイドスローの中間に相当する高さから腕を振るオリジナルの投球フォームに変更している。
スリークォーターでは、ストレートで最速155km/hを計測。スライダーやシンカーなどの変化球を投げ分けていた。最大の武器は、サイドスロー時代からの勝負球で、「中指と薬指を大きく開いたところにボールを挟んで、ボールを抜きながらひねる感覚で投げている」というシンカー。スリークォーターに転向してから、縦の方向に鋭く落ちるようになったという。このシンカーは、オリジナルのフォームに変えてからも勝負球に使っていて、苗字（くわはら）にちなんで「クワボール」とも呼ばれている。

## 人物
- 現在の苗字である「鍬原（くわはら）」は、「日本全国に約60人しかいない」という珍しい苗字[42][43]。名前の「拓也」は、木村拓哉の大ファンである実母が、「自ら道を切り拓いてほしい」との願いも込めて名付けた。
- 橿原磯城リトルシニア時代のチームメイトであり1学年後輩だった岡本が、智弁学園高校3年時（2014年）の第86回選抜高等学校野球大会へ出場した際に、初戦を控えていた岡本に電話で「打てよ」と伝えた。岡本は、「第1打席でバックスクリーンに放り込みますから」と答えると、「3番・三塁手」としてスタメンに起用された三重高校との初戦の第1打席でソロ本塁打を記録[44]。そのことを知った鍬原は、「本当に打ちよった……」と絶句したという。ちなみに、鍬原が巨人の投手として一軍公式戦初勝利を挙げたソフトバンク戦には、岡本も一塁手として先発出場。2点本塁打と適時打で鍬原を援護した[8]。
- 中央大学時代には、実母の好きな色（紫）のグラブに、「親孝行」という刺繍を入れていた。

## 詳細情報

### 年度別投手成績
| 年 度     | 球 団     | 登 板 | 先 発 | 完 投 | 完 封 | 無 四 球 | 勝 利 | 敗 戦 | セ 丨 ブ | ホ 丨 ル ド | 勝 率 | 打 者 | 投 球 回 | 被 安 打 | 被 本 塁 打 | 与 四 球 | 敬 遠 | 与 死 球 | 奪 三 振 | 暴 投 | ボ 丨 ク | 失 点 | 自 責 点 | 防 御 率 | W H I P |
| --------- | --------- | ----- | ----- | ----- | ----- | -------- | ----- | ----- | -------- | ----------- | ----- | ----- | -------- | -------- | ----------- | -------- | ----- | -------- | -------- | ----- | -------- | ----- | -------- | -------- | ------- |
| 2018      | 巨人      | 6     | 5     | 0     | 0     | 0        | 1     | 2     | 0        | 0           | .333  | 123   | 27.2     | 23       | 6           | 17       | 0     | 3        | 35       | 2     | 0        | 22    | 21       | 6.83     | 1.45    |
| 2019      | 巨人      | 15    | 0     | 0     | 0     | 0        | 0     | 1     | 0        | 2           | .000  | 80    | 19.0     | 17       | 4           | 4        | 0     | 2        | 16       | 1     | 0        | 11    | 10       | 4.74     | 1.11    |
| 2020      | 巨人      | 5     | 0     | 0     | 0     | 0        | 1     | 0     | 0        | 0           | 1.000 | 32    | 7.0      | 6        | 0           | 5        | 0     | 1        | 6        | 0     | 0        | 5     | 5        | 6.43     | 1.57    |
| 2022      | 巨人      | 49    | 0     | 0     | 0     | 0        | 3     | 2     | 0        | 13          | .600  | 194   | 45.1     | 50       | 3           | 12       | 2     | 1        | 30       | 1     | 0        | 26    | 26       | 5.16     | 1.37    |
| 2023      | 巨人      | 5     | 0     | 0     | 0     | 0        | 0     | 0     | 0        | 1           | ----  | 27    | 5.0      | 7        | 0           | 3        | 0     | 2        | 4        | 0     | 0        | 5     | 5        | 9.00     | 2.00    |
| 通算：5年 | 通算：5年 | 80    | 5     | 0     | 0     | 0        | 5     | 5     | 0        | 16          | .500  | 456   | 104.0    | 103      | 13          | 41       | 2     | 9        | 91       | 4     | 0        | 69    | 67       | 5.80     | 1.38    |

- 2023年度シーズン終了時

### 年度別守備成績
| 年 度 | 球 団 | 投手  | 投手  | 投手  | 投手  | 投手  | 投手     |
| 年 度 | 球 団 | 試 合 | 刺 殺 | 補 殺 | 失 策 | 併 殺 | 守 備 率 |
| ----- | ----- | ----- | ----- | ----- | ----- | ----- | -------- |
| 2018  | 巨人  | 6     | 0     | 2     | 0     | 1     | 1.000    |
| 2019  | 巨人  | 15    | 0     | 2     | 0     | 0     | 1.000    |
| 2020  | 巨人  | 5     | 0     | 4     | 0     | 1     | 1.000    |
| 2022  | 巨人  | 49    | 1     | 8     | 0     | 0     | 1.000    |
| 2023  | 巨人  | 5     | 0     | 2     | 0     | 0     | 1.000    |
| 通算  | 通算  | 80    | 1     | 18    | 0     | 2     | 1.000    |

- 2023年度シーズン終了時

### 記録
初記録
投手記録
- 初登板・初先発：2018年5月31日、対北海道日本ハムファイターズ3回戦（東京ドーム）、5回2被安打3失点7奪三振で敗戦投手[8]
- 初奪三振：同上、2回表に鶴岡慎也から空振り三振
- 初勝利：2018年6月14日、対福岡ソフトバンクホークス3回戦（福岡ヤフオク!ドーム）、5回2/3、4失点7奪三振[8]
- 初ホールド：2019年6月4日、対東北楽天ゴールデンイーグルス1回戦（楽天生命パーク宮城）、7回表に2番手で救援登板、1回無失点

打撃記録
- 初打席：2018年5月31日、対北海道日本ハムファイターズ3回戦（東京ドーム）、3回裏に村田透から空振り三振

### 背番号
- 29（2018年 - 2019年）
- 46（2020年、2021年8月30日 - 同年終了、2022年3月11日 - 2023年）
- 029（2021年 - 同年8月29日、2022年 - 同年3月10日）
- 174（2024年）

### 登場曲
- 『ヒマワリ』E-girls（2018年）
- 『BANG BANG BANG』BIGBANG（2018年）
- 『Hula Hoop』OMI（2019年 - 2021年）